# جيمس هاسكيل
جيمس هاسكيل (بالإنجليزية: James Haskell)‏ هو لاعب اتحاد الرغبي بريطاني، ولد في 2 أبريل 1985 في ونزر في المملكة المتحدة.

## وصلات خارجية
- الموقع الرسمي
- جيمس هاسكيل على موقع بيلاتور (الإنجليزية)
- جيمس هاسكيل على موقع دوري الرغبي الممتاز (الإنجليزية)
- جيمس هاسكيل على موقع سلسلة سباعيات الرغبي العالمية - رجال (الإنجليزية)
- جيمس هاسكيل عل موقع إسبنسكروم (الإنجليزية)
- جيمس هاسكيل على موقع ItsRugby.co.uk (الإنجليزية)